# Жена Лота (скала)
«Жена́ Ло́та» — столб или колонна из каменной соли на горе Содом в Израиле. Напоминает формой женщину, одетую в покрывало. Традиционно воспринимается как окаменевшая жена Лота (Быт. 19:26). Книга Бытия описывает, как она превратилась в соляную статую, оглянувшись на Содом.

## Местоположение
Находится на горе Содом, недалеко от туристического комплекса Мёртвого моря. На юг по дороге 90, не доезжая несколько километров до индустриальной зоны, именуемой «Заводы Мёртвого моря».
Также некоторые источники называют это место «Пещера Лота» — она же находится под соляным столбом.